# ミスタースリムカンパニー
ミスタースリムカンパニー (Mr. SLIM COMPANY) は日本のミュージカル劇団。
1975年9月、東京キッドブラザーズを退団した深水三章が結成。その後深水三章が退団すると、アメリカのロックミュージカル『ヘアー』に出演していた実兄の深水龍作が代わって代表・主宰となる。
東京キッドブラザース同様、ロックミュージカル劇団として広く知られており、数多くのミュージシャン、DJ、俳優を輩出している。

## 主な俳優
- 深水龍作
- Duke KAZ
- 田中佐恵子
- 山本明子
- 八田篤尚
- うつみちはる
- 大平知香
- 橋口誠
- 先崎洋二
- 寺門祐介
- 桂健太郎

## かつて所属していた俳優
- 深水三章
- 中根徹
- 原正吉
- 河西健司
- 立川利明
- 高田由美
- 中西良太
- 宮毛真一

- 樋口達馬
- 中村好男
- 梨本謙次郎
- 松井宗但
- 堀勉
- 加賀山伸
- 谷村好一
- 赤坂泰彦

- 布施博
- 大倉順憲
- 水上功治
- 黒田真澄
- 巻上公一
- 嶋村寛
- 佐藤幸雄
- 鈴木雄大